# Марисин (гміна Телятин)
Марисин (пол. Marysin) — село у Польщі, розташоване в Люблінському воєводстві Томашівського повіту, ґміни Телятин. Населення — 185 осіб (2011).

## Історія
Первісним населенням Марусина були русини, які компактно проживали на своїх історичних землях. 
У 1975-1998 роках село належало до Замойського воєводства.

### Приналежність
Українсько-польське порубіжжя має свою історії єднань та розмежувань, порозумінь та нищень, адже все зводилося до одного знаменника - домінування якоїсь одної нації.
Якщо за часів князювання слов'янських еліт ця лінія розмежування мала лише господарську складову й дозволила більш мобільним та розкутішим предкам українців оволодіти цими теренами (Холмщиною та Підляшшям). Додатковим фактором став натиск степовиків (кочових народів та монголо-татар) на терени Київської Руси, відтак їх мешканцям доводилося тікати й обживати нові землі, одними з яких виявилося українсько-польське порубіжжя. Уже за формування Галицько-Волинського князівства на теренах Холмщини склалася домінуюча громада русів/русинів.
Навіть ослаблення князівської влади й посилення Польського королівства - не змогли розсіяти домінування русів на цих теренах. Впродовж 500 років польські магнати намагалися вкоренитися та ополячити місцевий люд, та їм мало що вдавалося. Українці-русини множилися, як і множилися їх поселення. Саме в ті часи й постав Марусин, українсько-польське поселення на теренах Холмщини.
Релігійні унії та повстання частково міняли етнічну складову поселень Холмщини, але переважання українців це не порушило. Відтак царським можновладцям довелося навіть сформувати в окрему адміністративну одиницю українські поселення, виділивши дві українські губернії на теренах захопленої Польщі: Холмська губернія та Підляська До їх числа ввійшли всі населені пункти де проживало більше 50% українців, серед цих поселень був і Дутрув.
Після 1-ї світової війни, за умовами Брестського мирного договору УНР з державами Четверного союзу, 9 лютого 1918, Холмщина і Підляшшя мали відійти Україні. Від лютого 1918 ці території підпорядковувалися управі, якою керував губернський комісар Олександр Скоропис-Йолтуховський. Відтак Марусин підпорядкований був українській владі, але подальша воєнна експансія та чистка етнічних земель поляками змінила складову українських поселень Холмщини.
Друга світова війна докорінно не змінила адміністративну приналежність Холмщини та українських поселень, натомість етнічні чистки суттєво змінили національну складову поселень, у яких побільшало польських переселенців-загарбників та ополячених народностей соціалістичної Польщі. Наразі село Марусин, у теперішній час, як Холмщина і Підляшшя є частиною Польщі.

## Демографія
Демографічна структура станом на 31 березня 2011 року:
|          | Загалом | Допрацездатний вік | Працездатний вік | Постпрацездатний вік |
| -------- | ------- | ------------------ | ---------------- | -------------------- |
| Чоловіки | 92      | 20                 | 61               | 11                   |
| Жінки    | 93      | 25                 | 42               | 26                   |
| Разом    | 185     | 45                 | 103              | 37                   |